# Mosquera (Nariño)
Mosquera – miasto w Kolumbii, w departamencie Nariño.